# 静岡医療学園専門学校
静岡医療学園専門学校（しずおかいりょうがくえんせんもんがっこう）とは、静岡県静岡市駿河区みずほ五丁目にある専門学校。学校法人静岡医療学園が設置運営している。

## 概要
厚生労働省指定の柔道整復師養成施設・鍼灸養成施設でもあるので、卒業と同時に柔道整復師、はり師・きゅう師の国家試験受験資格を得ることができる。
平成16年4月学校法人静岡医療学園（理事長・増田学）によって設置された。
校長は、赤羽勝雄。

## 沿革
- 2004年（平成16年） - 静岡医療学園専門学校を開校。
- 2006年（平成18年） - 2号館を増設。
- 2007年（平成19年） - 第1期生が卒業。

## 設置課程・学科
- 医療専門課程　柔道整復学科
- 医療専門課程　鍼灸学科

## 交通アクセス
- JR安倍川駅より徒歩約2分

## 所在地
- 静岡県静岡市駿河区みずほ五丁目14番地の22